# Kaple svatých Andělů Strážných (Prostějov)
Kaple svatých Andělů Strážných je jednou z nejmladších sakrálních památek města Prostějova. Vznikla v letech 1909 až 1912.
Kaple svatých Andělů Strážných se nachází naproti parku v Mánesově ulici v Prostějově. Je nenápadně skryta do zástavby domků. Její výstavba začala v roce 1909 nákladem Anny Pavlovské podle projektu Čeňka Venclíka. Dokončena byla v roce 1912 a vysvěcena o šest let později farářem P. Karlem Dostálem-Lutinovem. Mobiliář není považován za památkově cenný, převažuje dřevěný interiér. Kaple patří do Římskokatolické farnosti Povýšení svatého Kříže Prostějov a kromě pravidelných bohoslužeb se zde schází růžencové společenství.